# 鋰衰竭界限
鋰衰竭界限(lithium depletion boundary，LDB)是一種建立在鋰豐度測量的基礎上，被提出來測量疏散星團中的恆星能發生氫燃燒的質量下限。